# Église Saint-Pierre-Saint-Paul d'Aignay-le-Duc
Pour les articles homonymes, voir Église Saint-Pierre-et-Saint-Paul.
L'église Saint-Pierre-Saint-Paul est une église catholique située à Aignay-le-Duc, en France.

## Localisation
L'église est située dans le département français de la Côte-d'Or, sur la commune d'Aignay-le-Duc.

## Historique
Le début de la construction remonte de la seconde partie du XIIe siècle mais l'église est largement remaniée de 1260 à 1280 à l'initiative de Béatrice de Champagne, épouse du duc Hugues IV de Bourgogne.

## Description

### Architecture
Construite au début du XIIIe siècle c'est l'une des plus belles églises gothiques en croix latine du Châtillonnais. Les deux nefs collatérales sont surbaissées et le clocher tors est posé à la croisée de la nef centrale et du transept.

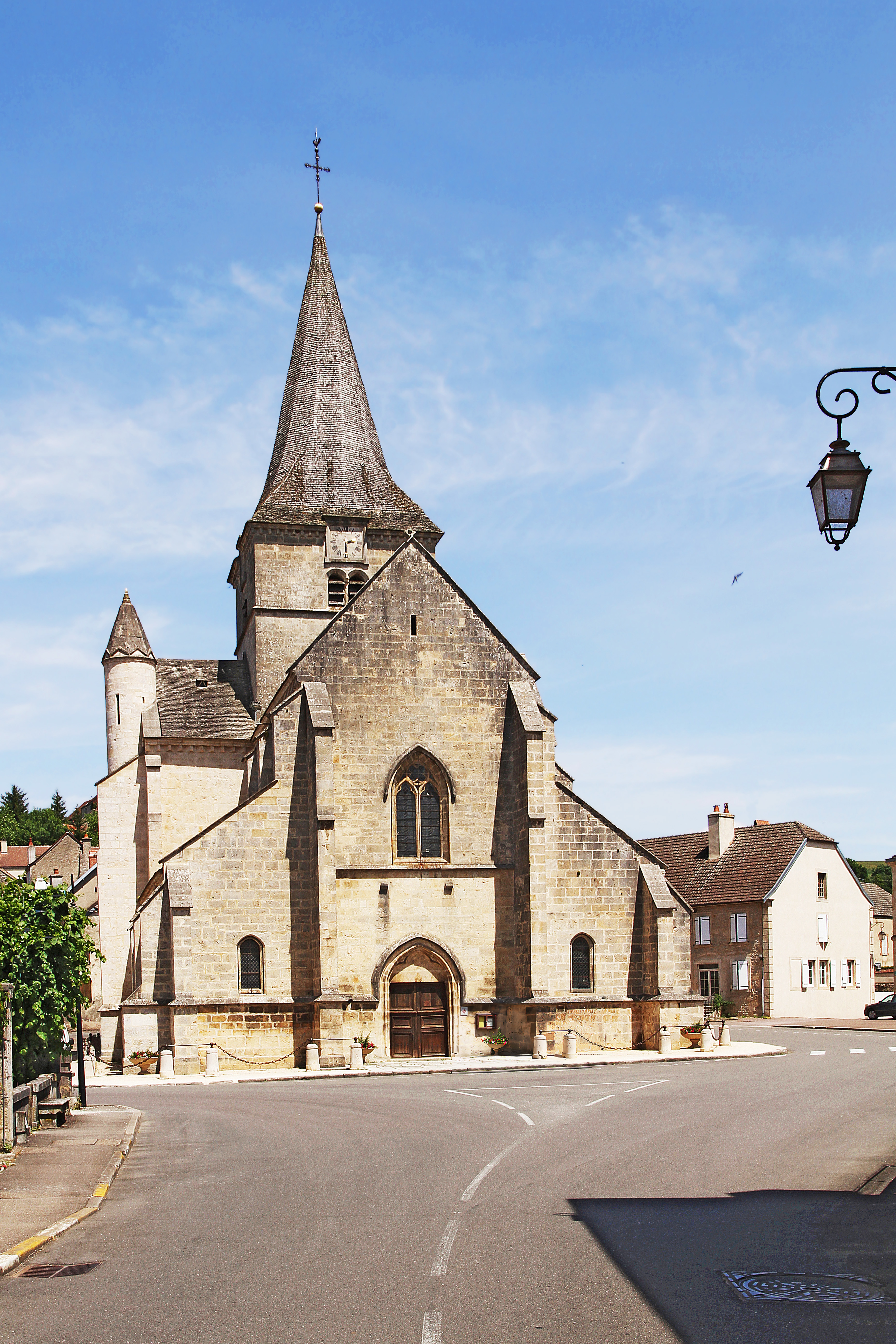
Église Saint-Pierre et Saint-Paul.
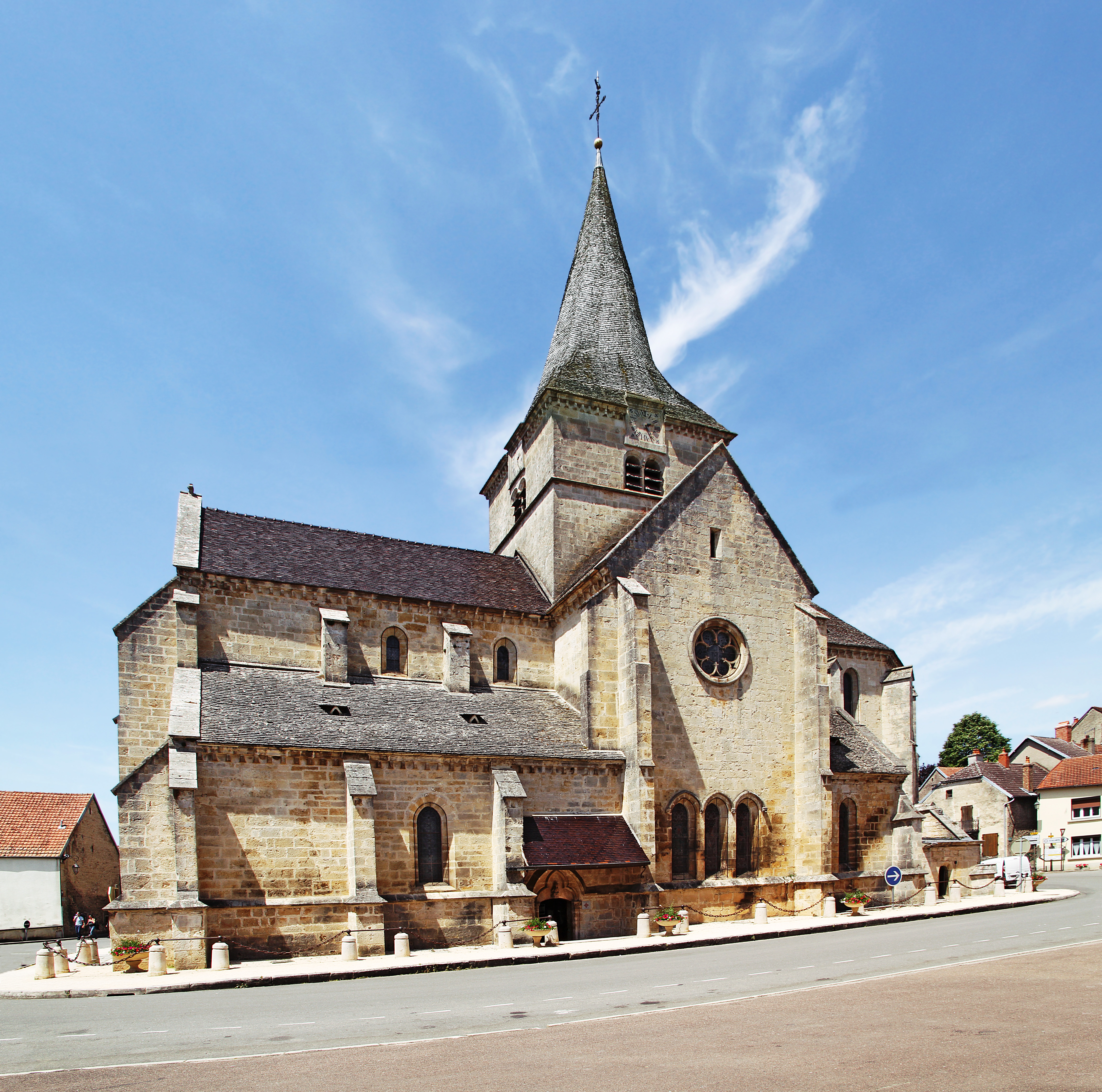
Côté sud-est.
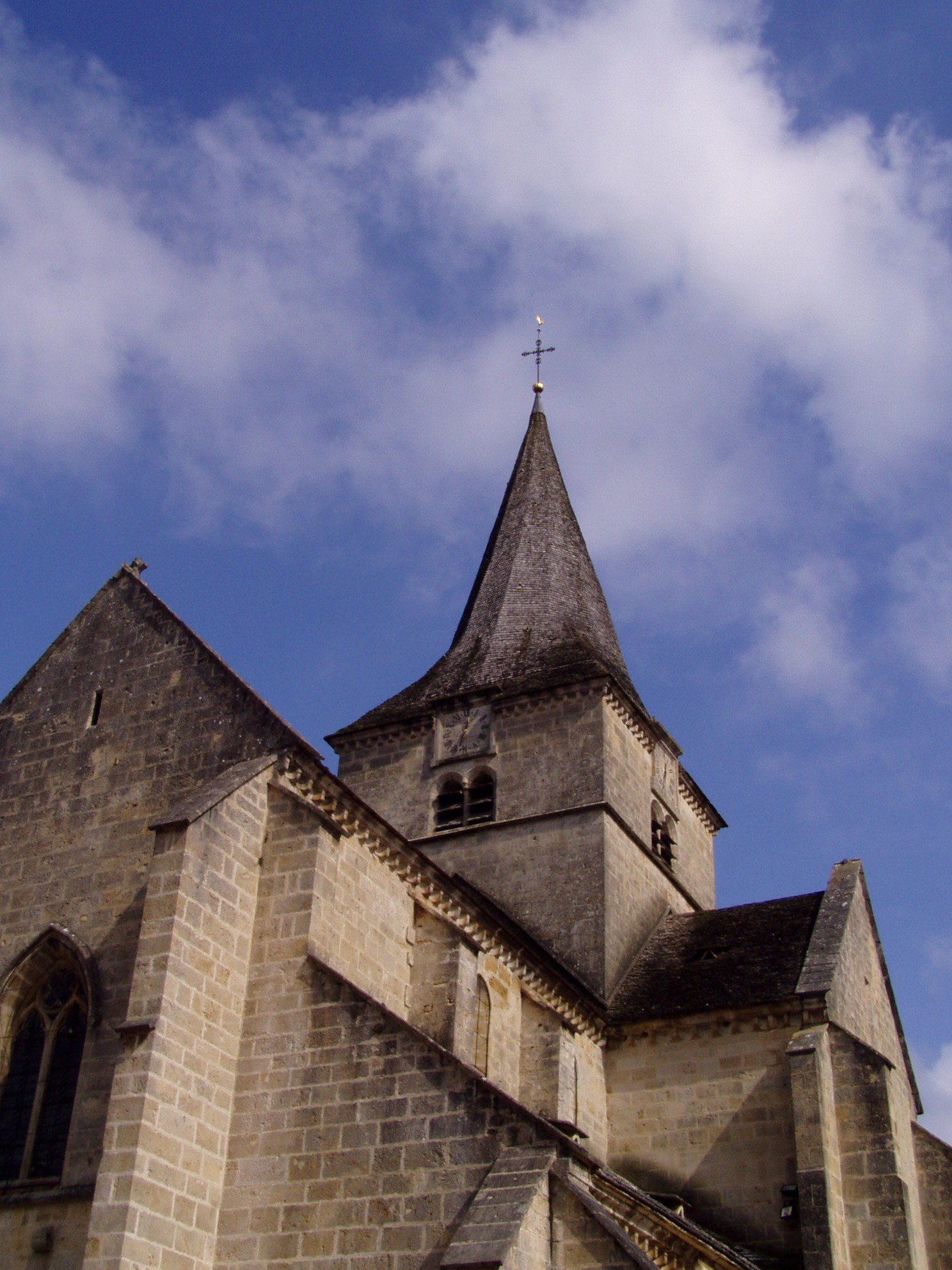
Clocher.

À cause d'une nappe phréatique, elle a la particularité d'être bâtie sur pilotis.

### Mobilier
L'église Saint-Pierre-Saint-Paul abrite :
- au fond du chœur un retable du XVIe siècle en pierre polychrome illustrant des scènes de la Passion  Classé MH (1902) ;
- une cloche  Classé MH (1943) ;
- une cuve baptismale du XIVe siècle ;
- deux piscines Renaissance (dont une avec un sommet crénelé de type bourguignon) ;
- deux statuettes en bois polychromes (XVIIIe siècle) représentant sainte Élisabeth et sainte Anne ;
- un siège en bois sculpté du XVIIe siècle[2] ;
- pierres tombales.

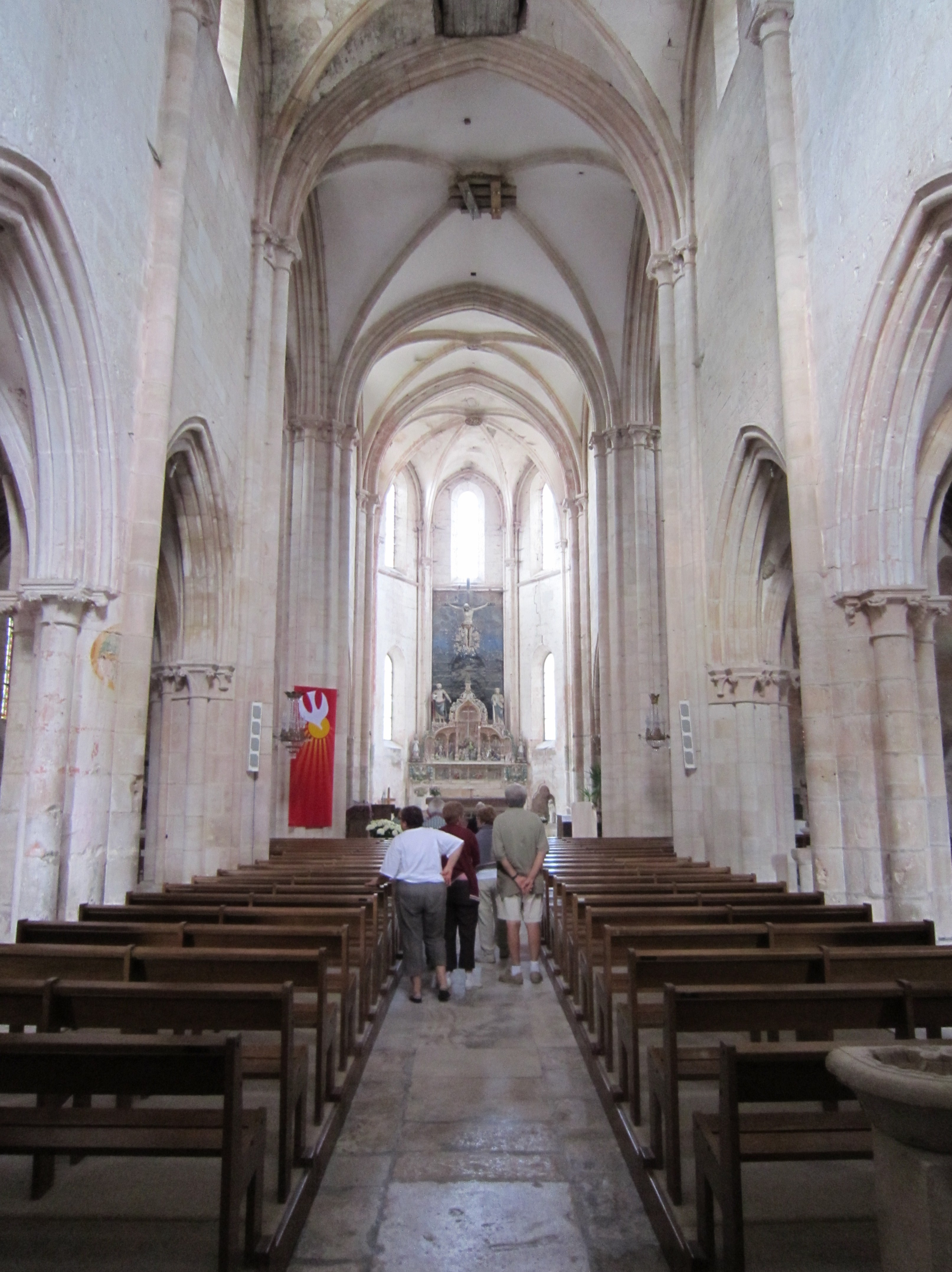
La nef centrale.
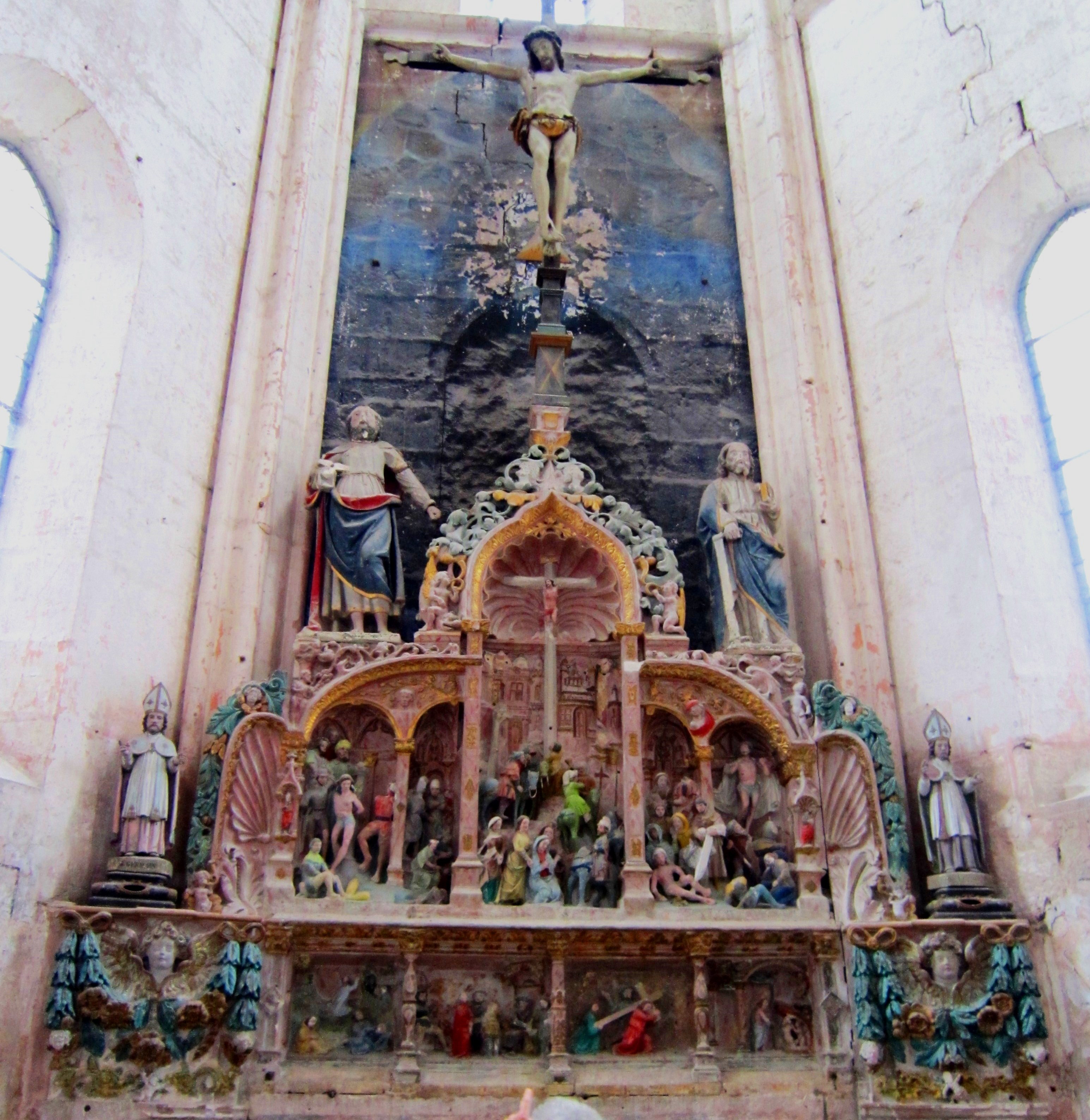
Le retable.
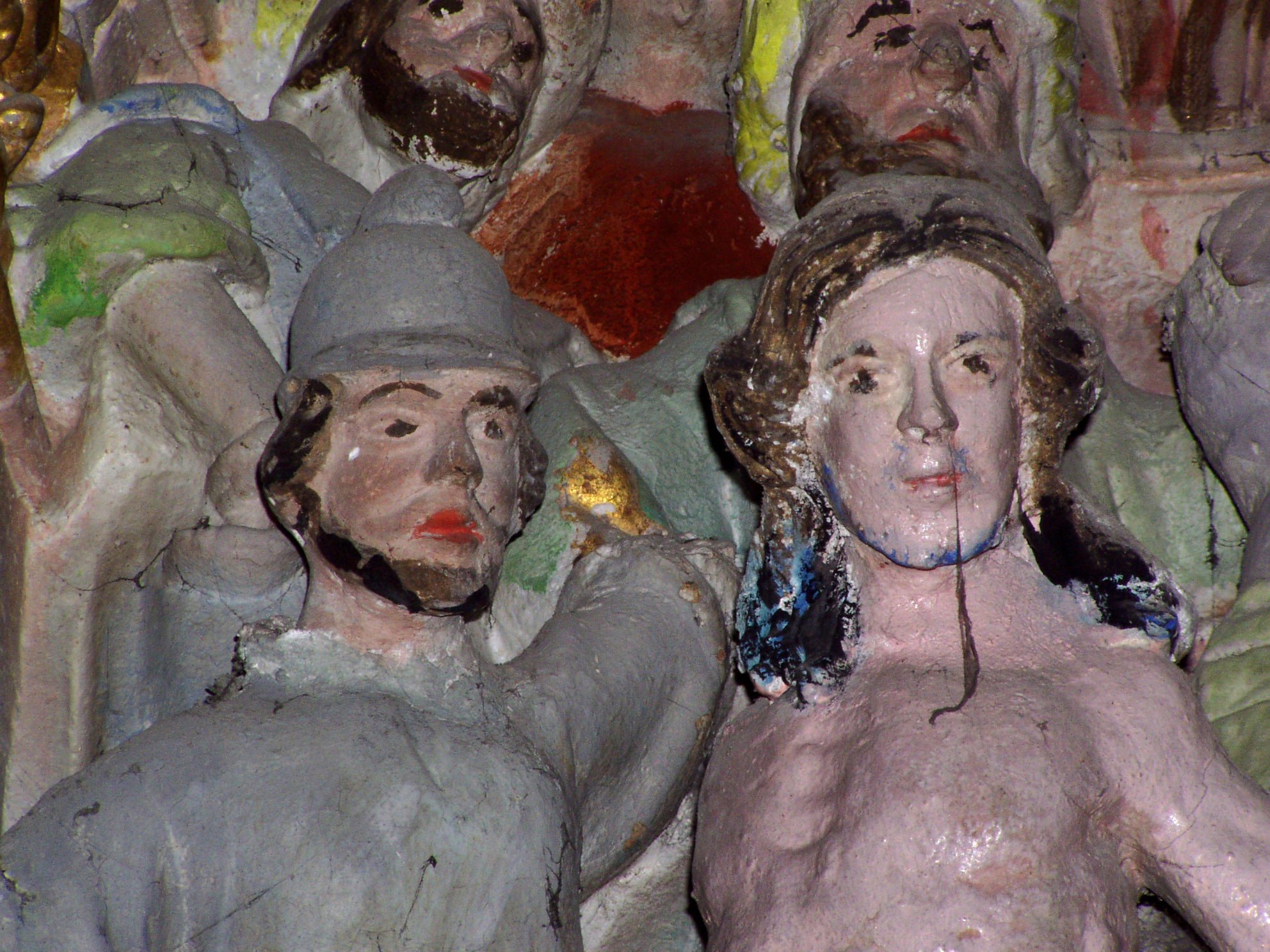
Détail du retable.
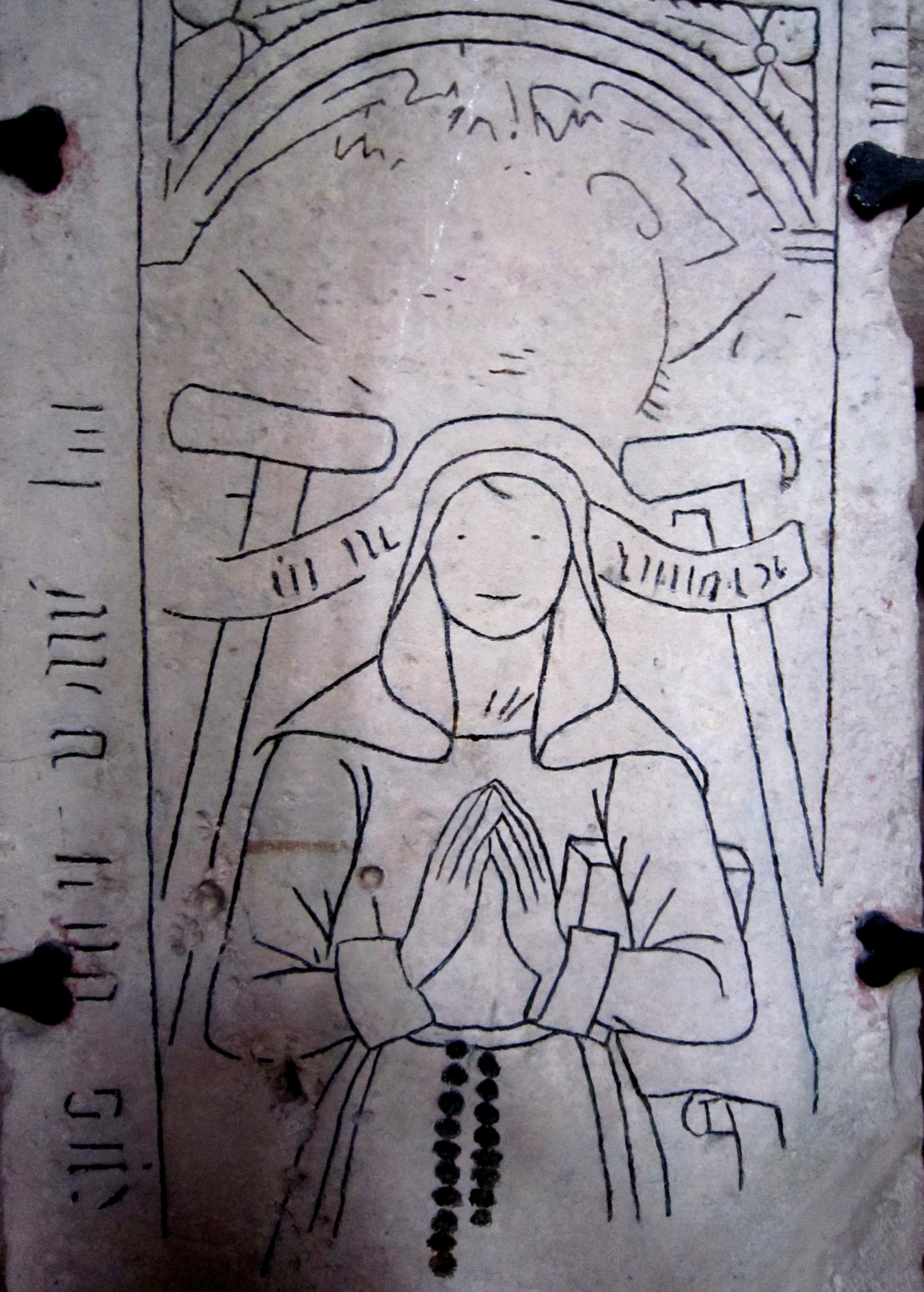
Pierre tombale.

## Protection
L'église Saint-Pierre-Saint-Paul est  Classé MH (1862) par la liste de 1862.